# متحف موري للفنون

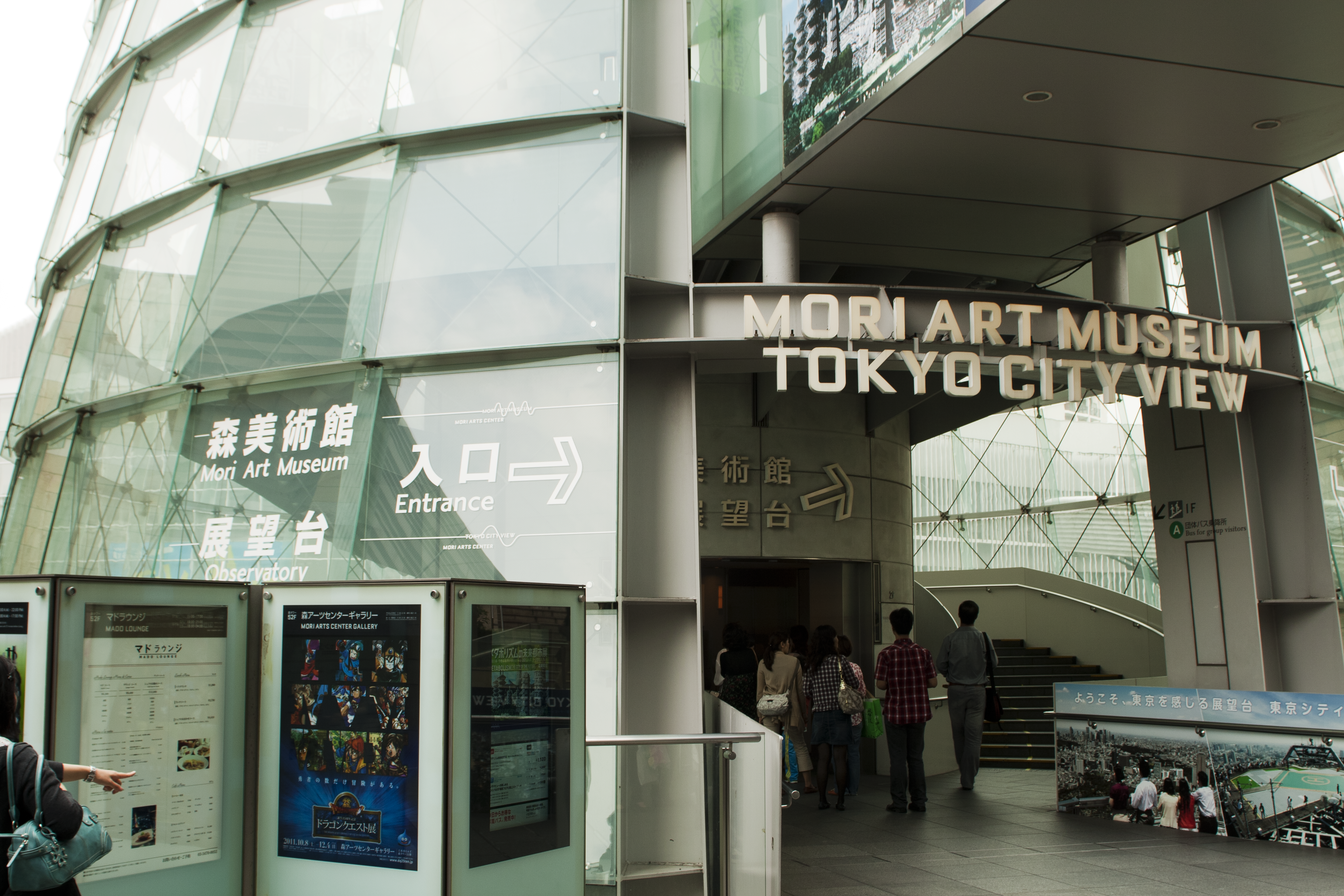
2011

متحف موري للفنون (باليابانية: 森美術館) هو متحف فن معاصرأسسه المطور العقاري مينورو موري فيبرج روبونجي هيلز موري في مجمع روبونجي هيلز كلاهما بني في طوكيو، اليابان.
من بين الفنانين الذين عرضت أعمالهم في المتحف آي ويوي وتوكوجين يوشيوكا و بيل فيولا. 

## وصلات خارجية
- Mori Art Museum website (بالإنجليزية) إحداثيات: 35°39′37.82″N 139°43′44.64″E / 35.6605056°N 139.7290667°E

‌